# Bulbophyllum decarhopalon
Bulbophyllum decarhopalon är en orkidéart som beskrevs av Rudolf Schlechter. Bulbophyllum decarhopalon ingår i släktet Bulbophyllum och familjen orkidéer. Inga underarter finns listade i Catalogue of Life.